# Calcaxonia
Calcaxonia Grasshoff, 1999 è un sottordine di octocoralli dell'ordine Alcyonacea.

## Descrizione
Si tratta di Alcionacei in cui i polipi sono sostenuti da un asse centrale di gorgonina contenente grandi quantità di calcite non scleritica (come internodi o incorporate nella gorgonina) e senza nucleo centrale cavo.
Gli internodi calcarei possono essere di colore bianco o colorati. In alcune famiglie, l'asse ha lucentezza da verde a oro metallizzato o iridescente.

## Distribuzione e habitat
Questi coralli hanno una distribuzione cosmopolita e sono presenti in tutti i mari del mondo.

## Tassonomia
Il sottordine è composto dalle seguenti famiglie:
- Chrysogorgiidae Verrill, 1883
- Ellisellidae Gray, 1859
- Ifalukellidae Bayer, 1955
- Isididae Lamouroux, 1812
- Primnoidae Milne Edwards, 1857

Del sottordine fa parte anche il genere Isidoides Nutting, 1910 la cui famiglia di appartenenza è al momento incerta.